# Lasioglossum zimbabwicum
Lasioglossum zimbabwicum är en biart som först beskrevs av Cockerell 1937.  Lasioglossum zimbabwicum ingår i släktet smalbin, och familjen vägbin. Inga underarter finns listade i Catalogue of Life.